# 云南省巧家县爆炸案
云南省巧家县爆炸案又称白鹤滩镇“5.10”案件，是2012年5月10日上午9时许，在云南省昭通市巧家县白鹤滩镇花桥社区便民服务大厅发生的一起遥控爆炸案件。共计4人死亡，16人受伤。案发现场3人死亡、14人受伤，后有1名伤者在昆明某医院抢救无效死亡，另增加2名受伤人员。
案发时，白鹤滩镇和社区有关干部正在与当地村民签订征地拆迁协议。案件侦破前，此案被认是自杀式爆炸袭击，犯罪嫌疑人有两种不同的说法。一是，因为不满政府征地拆迁，巧家县一李姓妇女怀抱一岁多的幼儿，身绑炸药进入征地拆迁协议签订现场，实施此次爆炸袭击。另一种说法是，巧家县政府称爆炸案嫌犯疑为摩的司机赵登用（巧家县包谷垴乡人），该名男子为报复社会实施爆炸袭击，与征地无关。此前的4月17日16时许，巧家县老店镇政府在强拆老店村村民丁发朝的房屋时，将丁发朝殴打致死。
案发三个月后，云南省昭通市公安局通报案件侦破，涉案犯罪嫌疑人邓德勇、宋朝玉因对被征收土地和房屋补偿不满，合谋从劳务市场以100元人民币雇佣了赵登用，让他将装有爆炸装置的深色双肩包送入花桥社区一楼办公室，邓德勇见赵登用背包进入花桥社区一楼便民服务大厅后，用手机引爆实施了爆炸。
2014年1月29日，云南省昭通市中级人民法院一审宣判。法院以爆炸罪，判处被告人邓德勇、宋朝玉死刑；以非法买卖爆炸物罪，判处被告人陈和志有期徒刑八年。三被告人，当庭表示要上诉。

## 伤亡情况[5]
| 姓名   | 性别 | 状况 | 简介 |
| ------ | ---- | ---- | --- |
| 冉 祎  | 女   | 死亡 | 生于1982年10月20日，家庭住址巧家县白鹤滩镇花园社区建设街                                                        |
| 唐天荣 | 男   | 死亡 | 生于1987年11月29日，家庭住址巧家县白鹤滩镇大沟村锅厂社，其妻李某被认为是传言中实施爆炸的李姓妇女。              |
| 胡宗玉 | 男   | 死亡 | 生于1973年11月2日，家庭住址巧家县小河镇六合村六合社，巧家县国土局工作人员。在昆明某医院抢救无效后死亡。         |
| 赵登用 | 男   | 死亡 | 生于1986年5月30日，家庭住址巧家县包谷垴乡洼落村张家梁子社，被认为是实施爆炸的犯罪嫌疑人，最终证实为无辜受害人。 |

据警方查明：2011年12月7日18时30分赵登用与杨秀能在杨秀能家修建的工地上，为结算工钱一事发生争执；在争执过程中，赵登用用拳头将杨秀能打伤。最终，警方对赵登用做出行政拘留3天的处罚。 
这一处罚决定书使此前“赵登用曾被行政拘留过”的说法得到了证实。曾建花说，这是赵登用生前唯一一次被公安处罚的事情。